# Geotrygon caniceps
Geotrygon caniceps là một loài chim trong họ Columbidae.